# 莎芒爾蘭特訴牛頓案
莎芒爾蘭特訴牛頓案是1837年英國的訴訟案，由湯馬斯·莎芒爾蘭特（Thomas Saverland）控告卡罗琳·牛顿小姐（Caroline Newton），湯馬斯在派對上想要偷吻卡罗琳，卡罗琳在反抗時咬掉湯馬斯左半邊的鼻子。法官的裁決是：「若一名男士在違反女士意願的情形下吻她的話，只要女士高興的話，她有充份的理由可以將男士的鼻子咬下來。」。在法院的文件中找不到有關此案件的記錄。

## 報紙報導
以下是來自《Bell's New Weekly Messenger》1837年4月30日的報導。

得來不易的吻
卡罗琳·牛顿小姐被指控攻擊湯馬斯·莎芒爾蘭特，將他的鼻子咬下來。原告臉上有嚴重受傷的證據，鼻子的左半邊已完全不見。他聲稱在聖誕節的隔一天，他去了酒吧，被告和被告的姊妹在酒吧。被告的姊妹說她將弟弟留在伯林翰，並向他保證，在她不在的時間，沒有人會親吻被告。
原告將此當作是對他的挑戰，而且是在假日的第二天，因此抓住被告的姊妹，親了她。被告的姊妹將此當作開玩笑，但被告生氣了，希望姊妹少開這種玩笑。原告說就算被告會生氣，還是會親她，並且就試圖親她。兩人扭打倒在地下。他們起身後，站在火爐旁，被告尾隨在原告後面，打了他。原告靠近被告，試圖親她，後來聽到被告的哭號：「我的鼻子在她嘴裡。」被告的鼻子血流如注，原告將咬掉的部份鼻子吐在地上。被告是一個肥胖中年婦女，對此事輕描淡寫，表示他沒有權利親吻她的姊妹，也不該試圖親她，她們不是這種人。
「若被告希望有人親她，大可以找她先生，而且先生比原告帥很多（就算原告鼻子未被咬掉前也是如此。）」法庭的審判長告訴陪審團，陪審團的裁決結果如何並不重要，若判決有罪，法庭的罰金不會超過一先令，因為這是控方自找的。陪審團毫不猶豫地宣佈被告無罪。審判長對原告說，他對原告的鼻子受傷感到遺憾，若他若和貓玩，就要有可能被抓的心理準備。他接著轉向陪審團說「紳士們，我覺得若一名男士在違反女士意願的情形下吻她的話，只要女士高興的話，她有充份的理由可以將男士的鼻子咬下來。」另一個博學的紳士加了一句「也可以吃了它」。全場大笑，只有可憐的原告笑不出來。

## 先例
此案例是性骚扰案的先例，確認女性允许在必要时可以針對骚扰進行防衛。